# Sunbury (Pennsylvania)
Sunbury è una città della contea di Northumberland, nello Stato della Pennsylvania (USA). Al censimento del 2010 aveva una popolazione di 9.905 abitanti. Sunbury è localizzata sulla sponda est del fiume Susquehanna.

## Storia
Sunbury venne fondata nel 1772 e all'epoca era la località più occidentale di tutta la Pennsylvania. Venne eretta nei pressi del forte Augusta per dare ulteriore protezione ai primi abitanti della valle del Susquehanna. Deve il suo nome a un'omonima cittadina dell'Inghilterra, non lontana da Londra.
Nel luglio del 1883, Thomas Edison installò il primo sistema di illuminazione a tre cavi presso l'hotel di Sunbury chiamato City Hotel. In onore di questo evento, l'albergo venne ribattezzato Edison Hotel.

## Società

### Evoluzione demografica
Stando al censimento del 2010, Sunbury conta 9.905 abitanti. I due gruppi etnici più numerosi sono i bianchi (95,26%) e gli afroamericani (1,29%).
Il 23,9% della popolazione ha meno di 18 anni, l'8,7% ne ha da 18 a 24, il 29,5% da 25 a 44, il 20,5% da 45 a 64, il 17,4% 65 e oltre. L'età media è di 37 anni.
Il PIL pro capite è di 13.350 dollari, con il 18,1% della popolazione che vive al di sotto della soglia di povertà.